# 김정우 (축구인)
김정우(한국 한자: 金正友, 1982년 5월 9일 ~ )는 대한민국의 전직 축구 선수 출신 축구 지도자이다. 현역 시절 주 포지션은 수비형 미드필더였다.

## 클럽 경력
2003년 울산 현대에 입단하여, 2005년 K리그 우승, 2003년 K리그 준우승 등에 공헌하였다. 2006년 일본 J리그 팀 나고야 그램퍼스로 옮겨 활약하였고, 2008년 나고야 그램퍼스와의 계약이 만료되자 잉글랜드 프리미어리그의 위건 애슬래틱 FC로의 이적을 추진하였으나, 입단 테스트 결과 기량에 확신하지 못하여 불발되었다. 결국 국내로 복귀하였으나 당초 복귀를 약속했던 울산 현대가 아닌 성남 일화 천마로 복귀하였다. 이에 울산 현대 측은 계약 불이행에 따른 위약금 6억원을 청구하였으나, 김정우 측이 이것을 거부하면서 양측간의 공방이 거듭되었다. 시즌 종료 후 울산 현대 측이 위약금 청구를 포기하기로 하여 없던 일로 되었다.
2010 시즌을 앞두고 입대하여 상무에서 뛰게 되었다. 그는 처음부터 상무의 에이스로 활약하였고, 첫 시즌에 19경기에 출전하여 3골을 넣었다. 이듬해 팀은 상주시로 연고지를 이전하여 상주 상무 피닉스로 이름을 바꾸었고, 이강조 감독이 물러나자 수석 코치였던 이수철이 새롭게 감독으로 부임하였다. 그는 김정우를 공격수로 기용하였고, 그 결과는 아주 좋았다. 그는 전역하기 전까지 21경기에서 15골을 뽑아내며 득점 상위에 랭크되었다.
2011년 9월 21일 전역하여 원 소속팀 성남으로 복귀하였다. 2011년을 끝으로 성남과의 계약이 만료되었고 J리그와 K리그의 많은 구단들이 관심을 보였으나 2012년 1월 5일 전북 현대 모터스로 당시 리그 최고 연봉을 받는 조건으로 이적하였다. 하지만 2013년 본인의 요청으로 이적을 추진하였고 시즌 중 아랍에미리트의 알샤르자 SC로 임대됐다.
알샤르자에서의 1시즌 간 주전으로 활약하며 좋은 활약을 펼쳤고, 시즌 종료 후 바니야스로 완전 이적하였다. 하지만 부상으로 2015년 2월 12일 팀과 계약을 해지하였다. 2016년 타이 프리미어리그 BEC 테로로 이적하였으나, 이적 직후 십자인대 부상을 당하며 현역 은퇴를 선언하였다.

## 국가대표팀 경력
2003년 10월 19일, 2004년 AFC 아시안컵 예선에서 오만과의 경기로 A매치 데뷔전을 치렀고, 2007년 7월 18일 인도네시아와의 2007년 AFC 아시안컵 조별리그 최종전에서 첫 A매치 득점을 올렸다.
특히 2007년 AFC 아시안컵때 바레인과의 조별리그 2차전에서 횡패스를 하다 상대 선수에 가로채기 당했고, 역전골을 허용하면서 패배의 주범으로 몰렸다. 그러나 인도네시아와의 조별리그 최종전에서 중거리슛으로 결승골을 넣었고, 대한민국은 1승 1무 1패로 8강에 턱걸이했다.
이후 이란과의 8강전 승부차기에서 팀의 마지막 키커로 나가 성공하면서 4강 진출을 이끌었으나, 이라크와의 4강전 승부차기에서는 마지막 키커로 나가 실축했고, 대한민국은 또 다시 결승 진출에 실패했다.
2010년 FIFA 월드컵에선 그리스, 아르헨티나, 나이지리아와의 조별 예선 3경기에 모두 출전하였다.

## 지도자 경력
2019시즌을 앞두고 인천 유나이티드의 U-18팀인 인천대건고등학교의 감독으로 부임했다.
그 후, 2021년 11월 29일에 안산 그리너스의 코치로 부임하였다.
2023 시즌을 앞두고 안산의 수석 코치로 승진하였다.

## 경력 통계

### 국가대표팀 득점
스코어와 결과 리스트는 대한민국 축구 국가대표팀의 득점을 먼저 기록하였다. (ex:스코어 1-0일 때 1이 대한민국)
| # | 일시      | 장소                 | 상대 국가  | 결과 | 매치 형식                           |
| - | --------- | -------------------- | ---------- | ---- | ----------------------------------- |
| 1 | 2007-7-18 | 인도네시아, 자카르타 | 인도네시아 | 1-0  | 2007년 AFC 아시안컵                 |
| 2 | 2009-2-4  | UAE, 두바이          | 바레인     | 2-2  | 친선 경기                           |
| 3 | 2010-1-9  | 남아공, 요하네스버그 | 잠비아     | 2-4  | 친선 경기                           |
| 4 | 2010-2-7  | 일본, 도쿄           | 홍콩       | 5-0  | 2010년 동아시아컵                   |
| 5 | 2011-3-25 | 대한민국, 서울       | 온두라스   | 4-0  | 친선 경기                           |
| 6 | 2011-9-2  | 대한민국, 고양       | 레바논     | 6-0  | 2014년 FIFA 월드컵 아시아 지역 예선 |

## 경력 목록

### 국가대표팀 경력
- 2007년 AFC 아시안컵 대표
- 2010년 FIFA 월드컵 대표
- 2010년 아시안 게임 대표

## 수상 내역
울산 현대 호랑이
- K리그 : 우승 (2005), 준우승 (2003)
- 하우젠컵 : 준우승 (2005)

 대한민국
- 아시안 게임 축구 : 동메달 (2010)
- AFC 아시안컵 : 3위 (2007)

개인
- K리그 베스트 11 : 2009
- 2007년 AFC 아시안컵 맨 오브 더 매치 : vs. 인도네시아 (조별리그)

## 방송
- tvN 《전설이 떴다 군대스리가》 (2022년)